# Piper J-5
Il Piper J-5 Cub Cruiser fu un aereo multiruolo, monomotore e monoplano ad ala alta sviluppato dall'azienda aeronautica statunitense Piper Aircraft nei tardi anni trenta.
Progettato per offrire sul mercato dell'aviazione generale un modello più evoluto del Piper J-3, adottando una cabina di pilotaggio a posti affiancati invece che in tandem come nel precedente modello, riuscì a ottenere nelle sue diverse varianti un ottimo successo commerciale anche in ambito militare portando la casa costruttrice a stipulare un contratto di fornitura con lo United States Army, non concretizzato, e con la United States Navy.

## Storia del progetto
Dopo il successo commerciale ottenuto con il J-3, l'ufficio tecnico della Piper decise di avviare lo sviluppo di un nuovo modello più capiente per diversificare ulteriormente la gamma di velivoli offerti sul mercato dell'aviazione generale.
Il progetto, indicato dall'azienda come J-5, era relativo ad un velivolo con cabina di pilotaggio triposto, anche se in pratica si trattava di due posti e mezzo, i principali per due adulti affiancati e uno strapuntino posteriore, basato sul precedente J-3 che ne riproponeva l'aspetto generale e ingrandito, motore a cilindri contrapposti raffreddato ad aria di bassa ma adeguata potenza, velatura monoplana ad ala alta, impennaggio classico monoderiva, carrello d'atterraggio triciclo posteriore fisso e ammortizzato con ruotino d'appoggio sotto la coda, con la medesima impostazione costruttiva.
Il modello venne avviato alla produzione in tre differenti versioni civili, diverse tra loro nella scelta del propulsore, sia nel costruttore, Continental o Lycoming, che nella gamma di potenza, 75 o 100 hp, che nella struttura del carrello, alle quali fecero seguito varianti destinate al mercato militare.

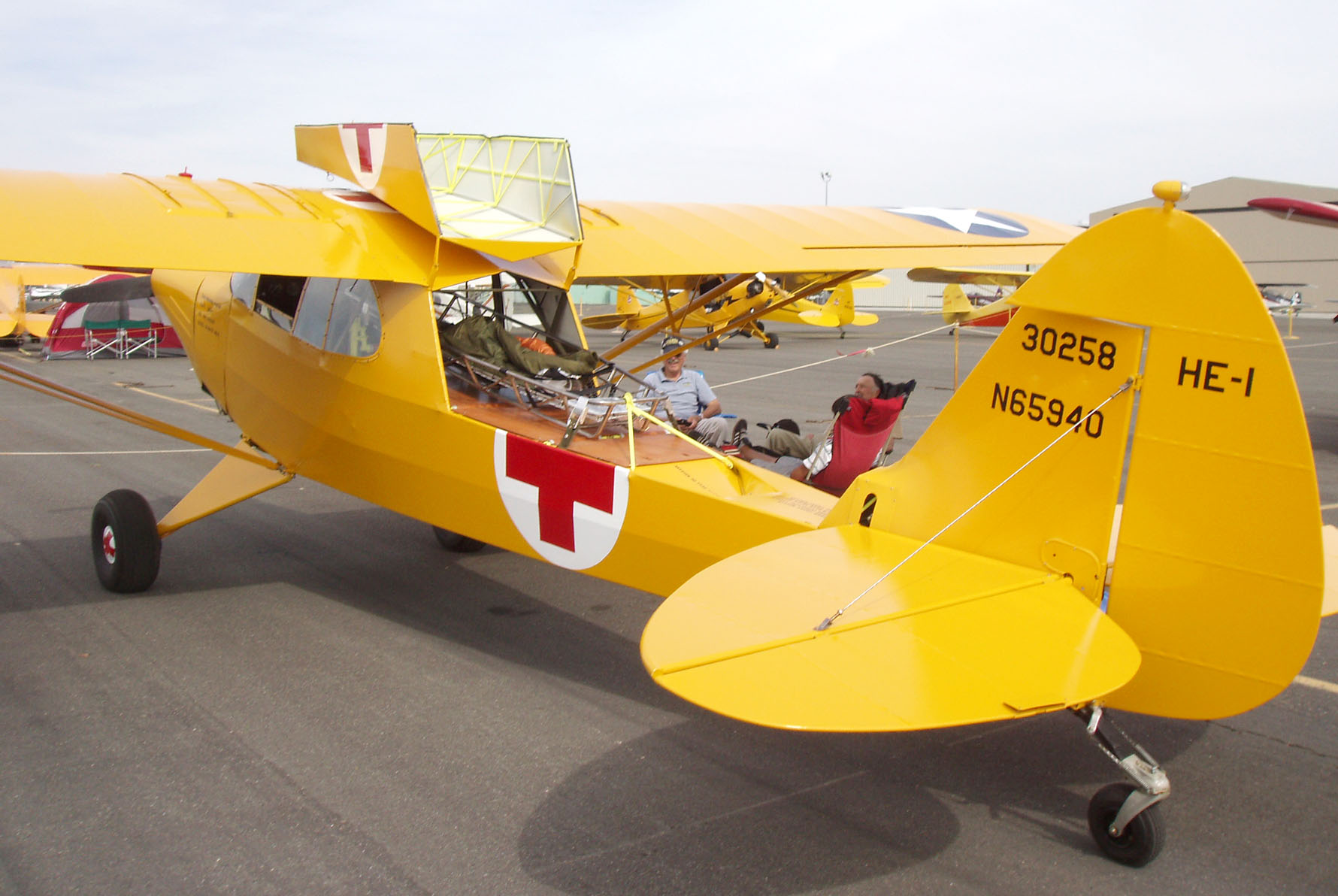
Dettaglio della versione HE-1 con dorso della fusoliera alzata.

La prima versione sviluppata, indicata come J-5A, venne avviata alla produzione nel 1940. Era caratterizzata dall'adozione di un propulsione Continental A75 a 4 cilindri contrapposti da 75 hp, parzialmente racchiuso in una cappottatura sul naso del velivolo che lasciava esposta la superficie radiante dei cilindri, e un carrello dotato anteriormente di gambe deformabili all'esterno collegate tra loro da un sistema di tiranti.Realizzata in 783 esemplari la sua produzione cessò nel 1942. Seguì la J-5B, motorizzata Lycoming O-145, dalla medesima architettura a 4 cilindri contrapposti e potenza, quindi la J-5B, motorizzata Lycoming O-235, 4 cilindri contrapposti di maggiore cilindrata e potenza 100 hp, che introduceva anche una diversa cappottatura motore completamente avvolgente e un carrello modificato che al fine di ridurre la superficie frontale integrava gli elementi ammortizzanti in fusoliera. Quest'ultima derivava dal prototipo J-5CA della variante aeroambulanza destinata alla United States Navy, la marina militare statunitense, concretizzata nella HE-1, poi AE-1, che grazie a una apertura ricavata nel dorso della fusoliera consentiva di trasportare un ferito senza rimuoverlo dalla barella.

## Varianti
J-5
variante equipaggiata con motore Continental A75-8 da 75 hp.
J-5A
variante equipaggiata con motore Continental A75-9.
J-5A-80
designazione dei J-5A rimotorizzati con il Continental A80-8 da 80 hp.
J-5B
variante equipaggiata con motore Lycoming O-145-B da 75 hp.
J-5C
variante equipaggiata con motore Lycoming O-235-B da 100 hp.
J-5CA
designazione aziendale del prototipo della versione aeroambulanza destinata alla United States Navy e da questa indicata come HE-1.
J-5CO
iniziale designazione aziendale del prototipo della versione da osservazione, poi modificata in L4X, destinata al United States Army e da questo indicata come L-14.
J-5D
designazione assegnata ad un esemplare realizzato nel 1946 equipaggiato con un motore Lycoming da 125 hp.

### Designazioni militari

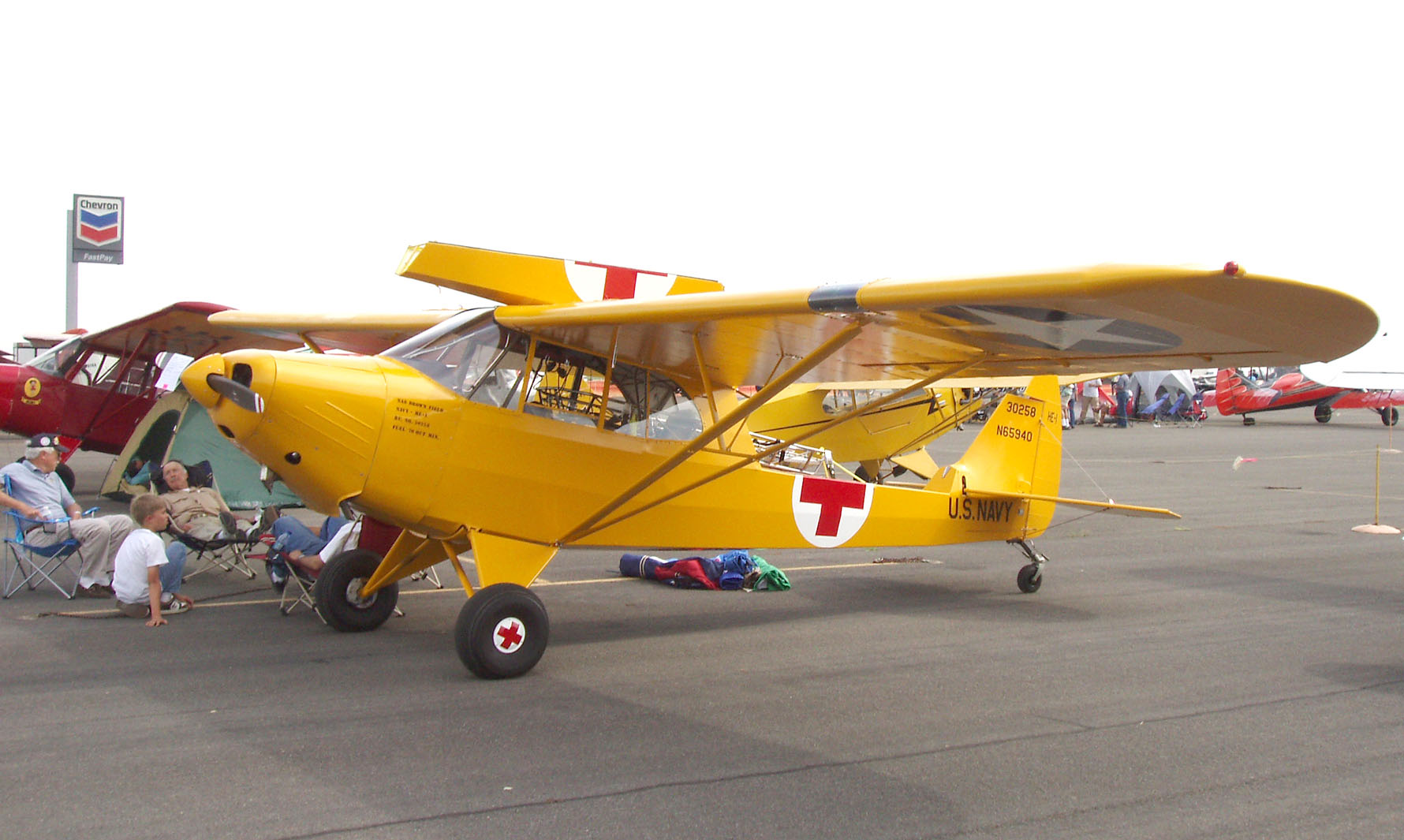
L'HE-1, variante aeroambulanza militare in servizio nella United States Navy. Questo warbird conserva la tipica ed appariscente livrea destinata a questa tipologia di velivolo.

YL-14
prototipo, versione aereo da collegamento destinata alla United States Army Air Force, realizzata in 5 esemplari.
L-14
versione destinata alla produzione in serie del YL-14, ordine da 845 esemplari in seguito cancellato con le nove cellule completate per il mercato civile.
AE-1
ridesignazione dell'HE-1 effettuata nel 1943 nell'ambito della riforma del sistema di designazione dell'United States Navy.
HE-1
variante aeroambulanza in servizio nell'US Navy, caratterizzata dalla fusoliera apribile dorsalmente per l'accesso della barella, prodotta in 100 esemplari, in seguito ridesignati AE-1.
UC-83
designazione assegnata a quattro J-5A impiegati da personale militare in servizio a Panama, in seguito ridesignati L-4F.
L-4F
designazione assegnata ai quattro UC-83 ridesignati più altri 39 esemplari di J-5A.
L-4G
designazione militare del J-5B, realizzata in 34 esemplari.

## Utilizzatori
Stati Uniti
- United States Navy